# ألكسندر نيلكا
ألكسندر نيلكا (بالإسبانية: Alexander Nelcha) مواليد 21 يناير 1968 في كاراكاس، هو لاعب كرة سلة فنزويلي. بدأ مسيرته الاحترافية في سنة 1991. يبلغ طوله 6 قدم 8 بوصة (2.0 م). مثّل منتخب بلاده. شارك في دورة الألعاب الأولمبية الصيفية سنة 1992. اعتزل اللعب في 2005.

## المسيرة الاحترافية
لعب مع جاي دي أيه ديجون في الدوري الفرنسي من سنة 1993 إلى 1996، ثم لعب مع تروتاموندوس دي كارابوبو في سنة 1996، ثم لعب مع جاي دي أيه ديجون في الدوري الفرنسي من سنة 1996 إلى 1998، ثم لعب مع تروتاموندوس دي كارابوبو في سنة 1998، ثم لعب مع سي بي مورسيا في الدوري الإسباني في موسم 1998–1999، ثم لعب مع تروتاموندوس دي كارابوبو في سنة 1999، ثم لعب مع لو مان سارت باسكت في الدوري الفرنسي في موسم 1999–2000.

## روابط خارجية
- ألكسندر نيلكا على موقع الاتحاد الدولي لكرة السلة (الإنجليزية)
- ألكسندر نيلكا على موقع الاتحاد الدولي لكرة السلة (الإنجليزية)
- ألكسندر نيلكا على موقع الدوري الإسباني لكرة السلة (الإسبانية)
- ألكسندر نيلكا على موقع كرة السلة الأوروبية.كوم (الإنجليزية)
- ألكسندر نيلكا على موقع ريلجم (الإنجليزية)
- ألكسندر نيلكا على موقع بروبوليرز (الإنجليزية)
- ألكسندر نيلكا على موقع سبورتس رفرنس (الإنجليزية)
- ألكسندر نيلكا على موقع أوليمبيديا (الإنجليزية)